# Eliseo Rodriguez
Eliseo Rodriguez, född 14 juni 1951 i La Paz i Bolivia är en boliviansk politiker. Han ställde upp i det bolivianska presidentvalet 2005 för partiet FREPAB, och hans vicepresidentkandidat var Irma Encinas.
I februari 2025 meddelade han att han ställer upp i årets presidentval som representant för partiet Frente Para la Victoria (FPV).